# BCM Europearms Extreme STD
L'Extreme STD è un fucile di precisione/competizione per il tiro a lunga/lunghissima distanza ed è prodotto dalla ditta italiana BCM Europearms. La sigla STD significa Syntethic Take Down.
È un fucile monocolpo con l'azione è in 17/4 Ph ricavata dal pieno e indurita con procedimento H900 sottovuoto. I calibri attualmente disponibili sono: .338 Lapua Magnum, .408 Cheyenne Tactical (Chey-Tac). La meccanica è inserita in una calciatura Take Down in fibra sintetica progettata e costruita dalla stessa BCM Europearms. La calciatura ha pala regolabile in lunghezza e il guanciale regolabile in altezza.
Il termine "Take Down" identifica un tipo di calciatura in cui la parte posteriore (pala) può essere disassemblata; questo sistema permette un trasporto più pratico e normalmente, in questa configurazione, l'arma viene alloggiata in un case (valigia) a lei dedicato.

## Note

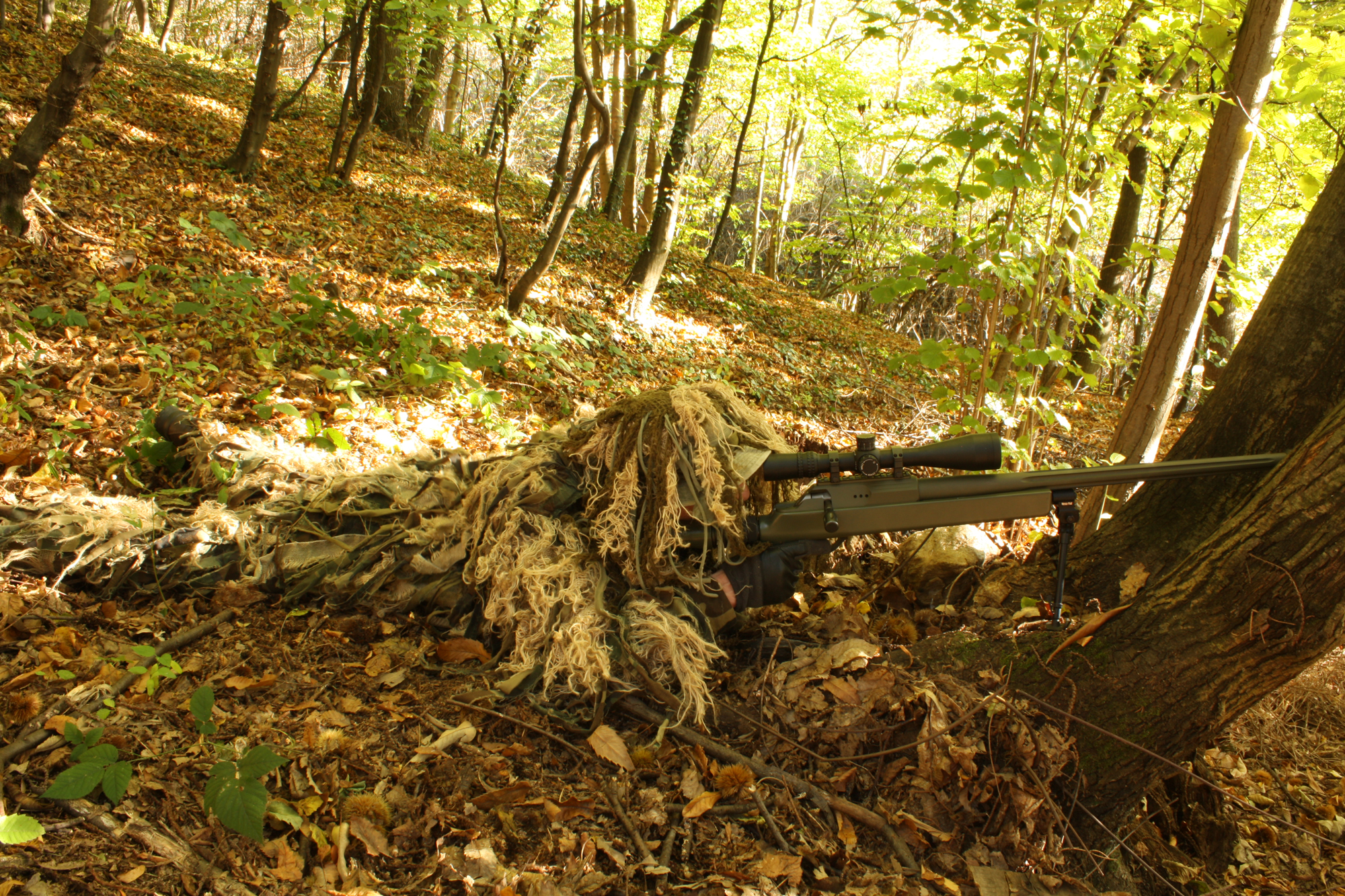
foto ambientata dell'Extreme STD
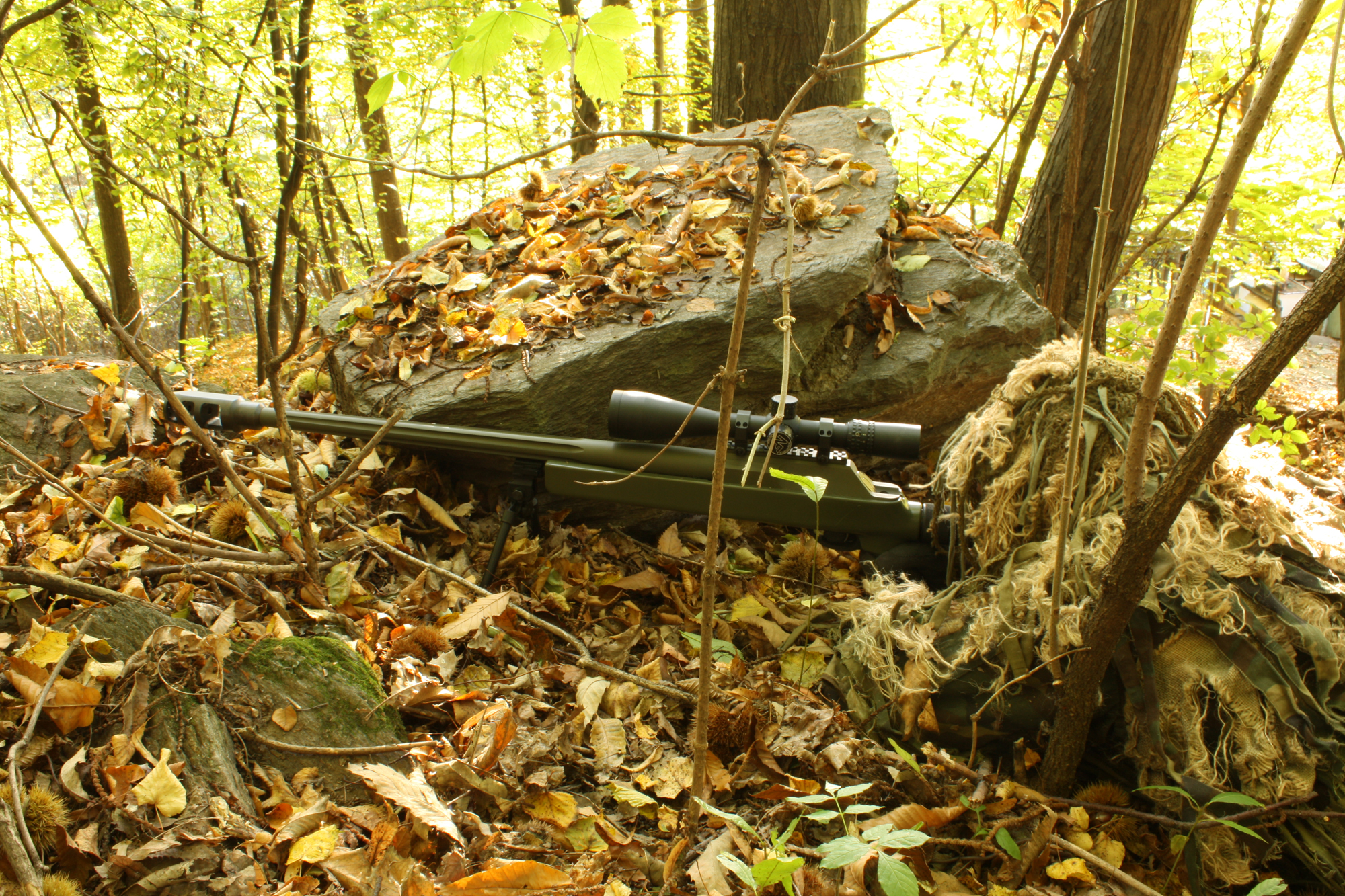
foto ambientata dell'Extreme STD
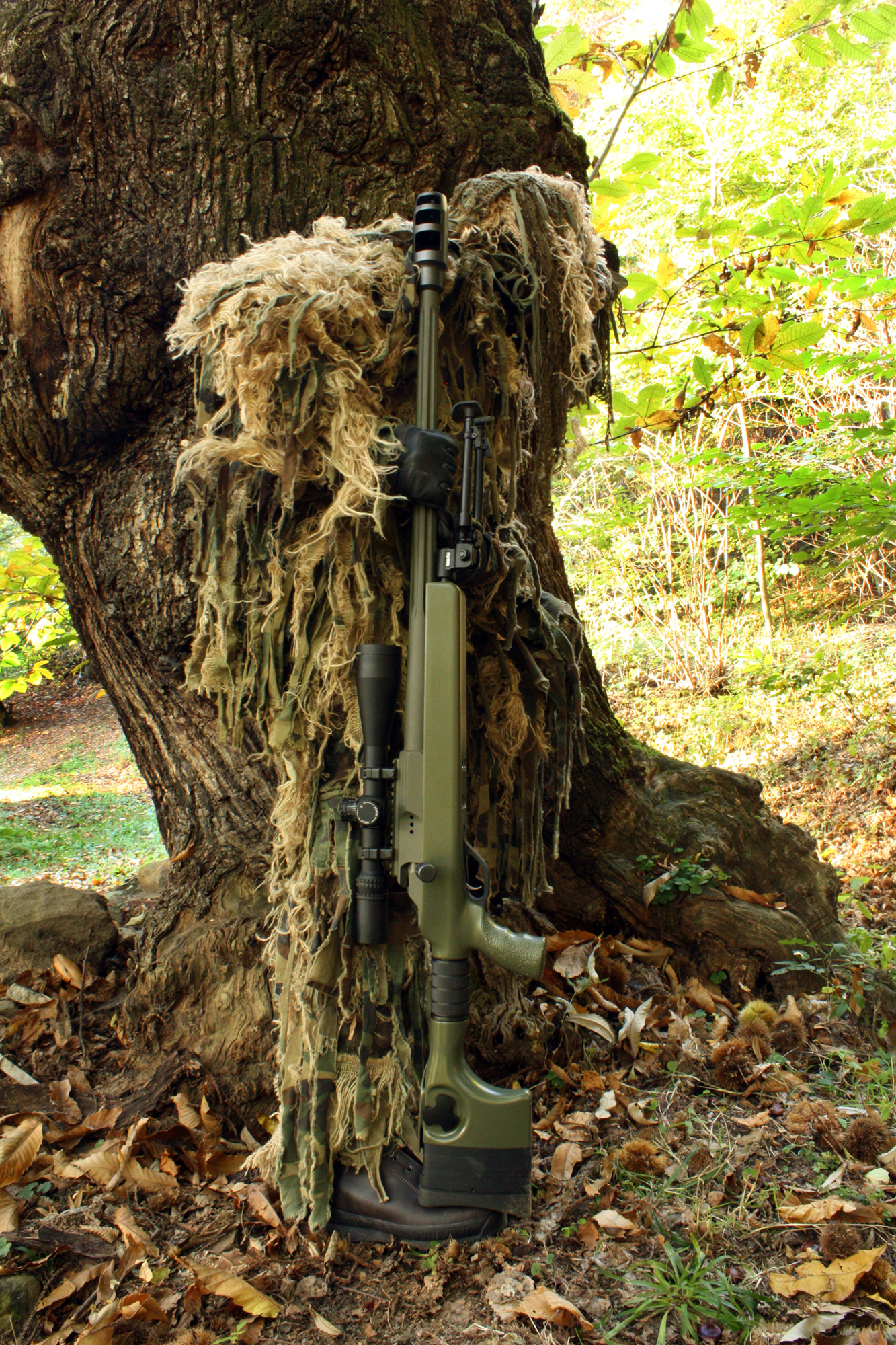
foto ambientata dell'Extreme STD
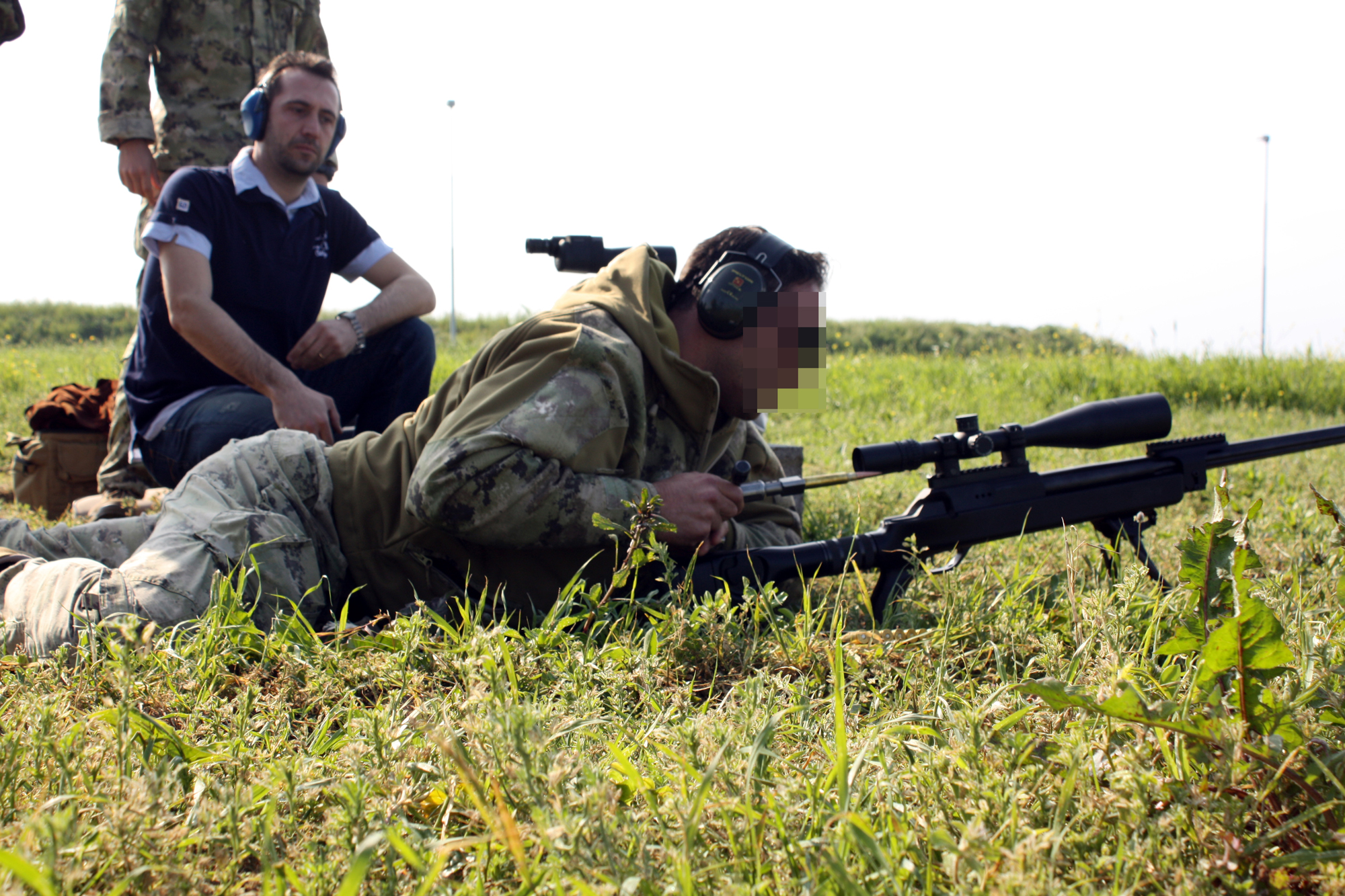
un militare testa L'Extreme STD
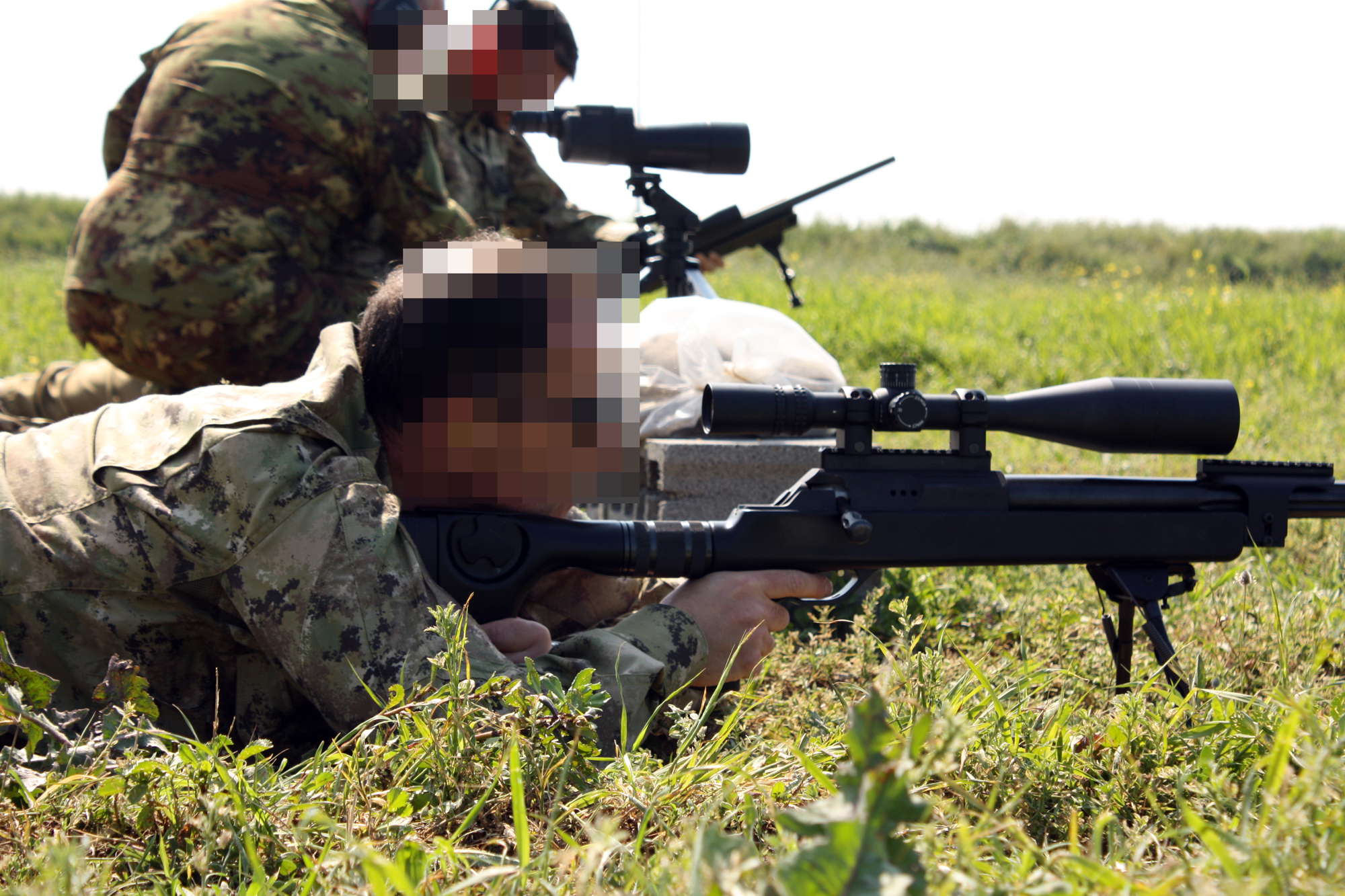
il militare è pronto al tiro, sullo sfondo gli spotter controllano il bersaglio
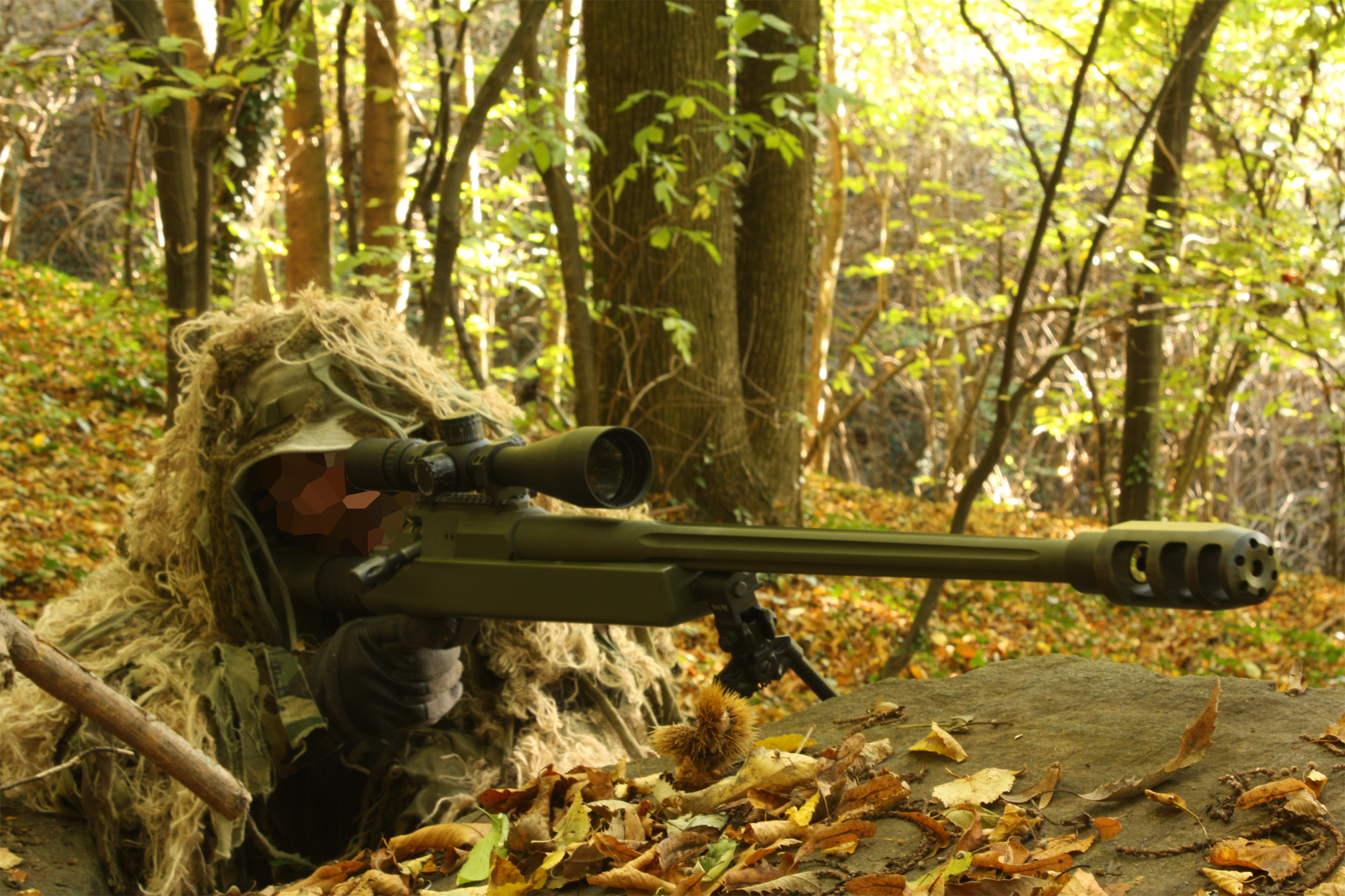
foto ambientata dell' Extreme STD
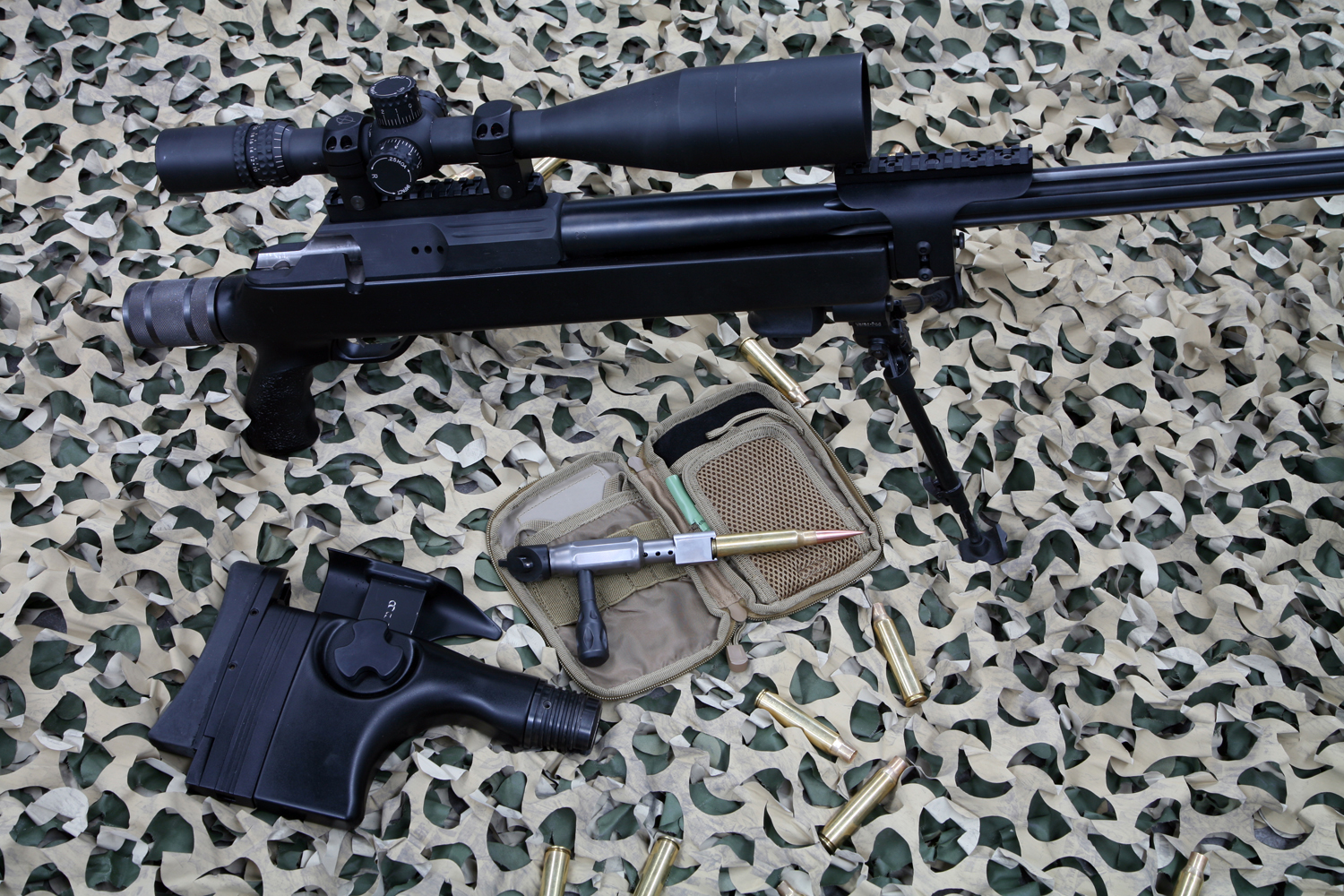
in questa foto la calciatura è ripresa con la pala smontata
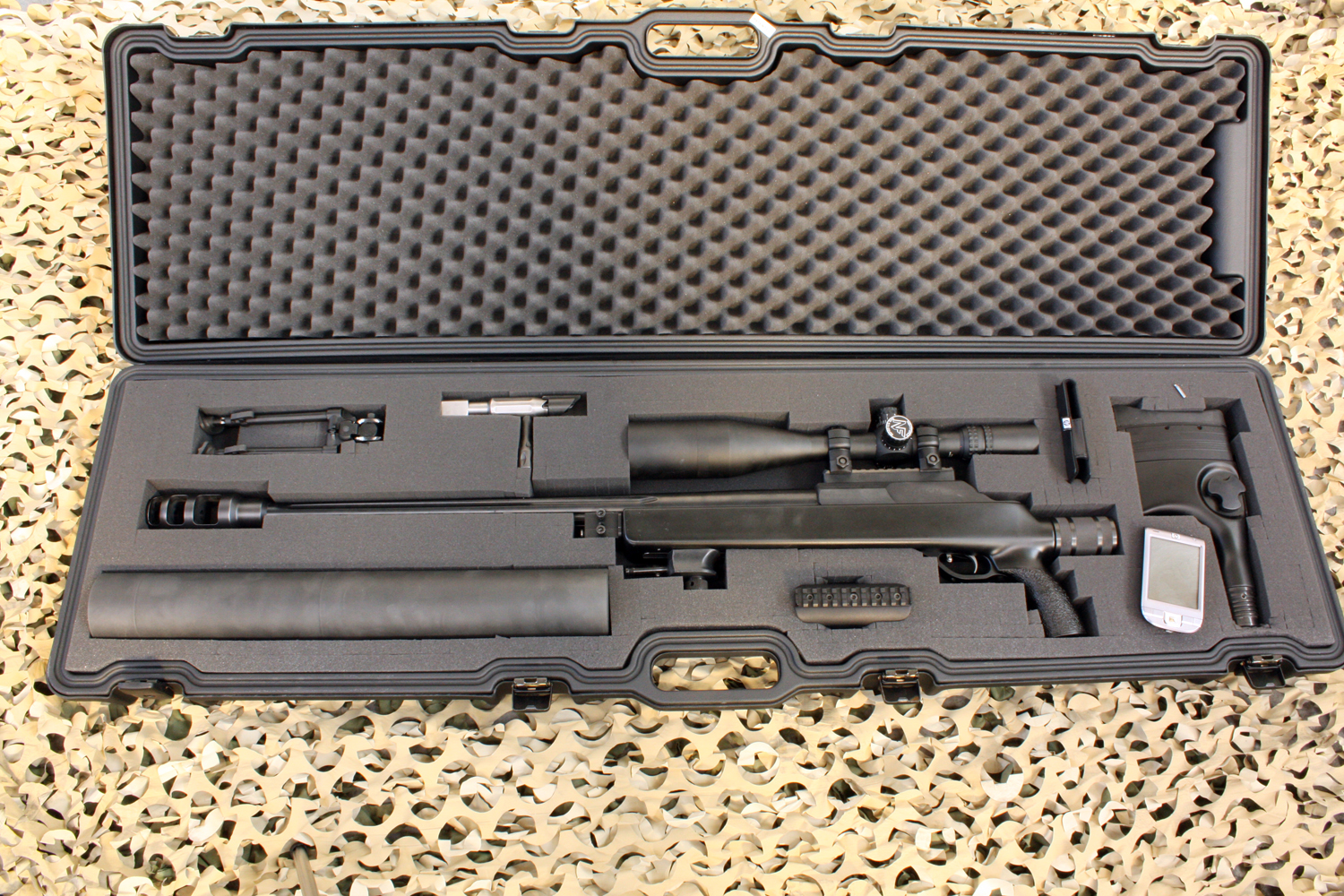
l'Extreme STD smontato e riposto nel suo case per il trasporto